# La Vérité française
Ne doit pas être confondu avec La Vérité (journal, 1929).
La Vérité française est un journal clandestin de la Résistance, dactylographié et ronéoté à Versailles, sous l'occupation allemande, pendant la Seconde Guerre mondiale. C'est aussi le nom des groupes liés à la droite traditionnelle qui diffusent ce journal. 

## Histoire
Le journal et le groupe sont fondés le 1er septembre 1940 par Julien Lafaye et Jehan de Launoy. Le premier a le rôle de "rédacteur en chef" et écrit sous le pseudonyme de "F.T. Nelle" tandis que le second officie comme "directeur politique" sous le nom d'emprunt de "Jean Chouan" (quelquefois dactylographié "Jehan Chouan"). 
À Paris et Versailles, les dirigeants sont le Comte Jehan de Launoy, inspecteur d'assurances à la compagnie La Paix, Julien Lafaye et Georges Holstein, vétérinaires, le poète Louis Mandin, Charles Dutheil de La Rochère, Pierre Stumm et le père Guilhaire. À Soissons, Germaine et Jean Vogel, Daniel Douay, Paul de Launoy et le capitaine de gendarmerie Henri-Clotaire Descamps.
Le premier numéro dactylographié en nombre date de septembre 1940. Une ronéo est cachée, d'abord chez Roland Langlois, garçon de chenil du Dr Lafaye, puis chez la mère du Dr Holstein. Au total, 32 numéros paraîtront.
Les groupes s'occupent de filières d'évasion au profit de prisonniers de guerre évadés. En août 1941, ils sont pénétrés par un agent français de la Geheime Feldpolizei, Jacques Desoubrie, dont Jehan de Launoy fait son secrétaire particulier. Le 25 novembre 1941, plus de 80 arrestations orchestrées par le Gruppe 550, Geheime Feldpolizei. Détenus à Fresnes, les résistants sont jugés à Paris par le tribunal militaire de la rue Boissy-d'Anglas qui prononce plusieurs condamnations à mort. 
Le 27 octobre 1942, Jehan de Launoy et cinq de ses camarades sont fusillés au stand de tir de Balard. Il écrit le jour de sa mort une lettre émouvante a son épouse Thérèse (née Massip). Cette lettre fait partie d'une série de lettres de fusillés (dites "lettres des fusillés du Mont-Valérien") qui sont exposées aujourd'hui au musée éponyme. Trois résistants soissonnais arrêtés le 25 novembre 1941, Daniel Douay, Emile Louys et Jean Vogel sont également fusillés ce jour.  
Entre juin 1943 et janvier 1945, Louis Mandin, La Rochère, Georges Holstein, Julien Lafaye et Raymond Guët meurent au bagne prussien de Sonnenburg.
Le 5 décembre 1942, Henri Descamps, Maurice Moreau, André Meurgue et le père Guilhaire sont guillotinés à la Prison de Brandebourg-Gorden.
Henri Vogel survit aux camps de Bruss et Neuengamme; il est libéré au camp de concentration de Wöbbelin le 2 mai 1945. Germaine Vogel revient de Ravensbrück.
Après la guerre, Germaine Tillion homologue La Vérité française dans le Réseau du musée de l'Homme.

## Sources
- Archives nationales
- Henri Noguères : Histoire de la Résistance en France